# Sčastlivye dni
Sčastlivye dni (Счастливые дни) è un film del 1991 diretto da Aleksej Oktjabrinovič Balabanov.

## Trama
Il film racconta di un uomo solo che cammina per le strade di San Pietroburgo alla ricerca di un posto dove vivere.